# 1952 en Norvège
Chronologie de la Norvège
- 1948
- 1949
- 1950
- 1951
- 1952
- 1953
- 1954
- 1955
- 1956

Cet article présente les faits marquants de l'année 1952 en Norvège ou relatifs à la Norvège.

## Gouvernance
- Haakon VII est roi de Norvège.
- Oscar Torp est le chef du gouvernement.

## Événements
- Le congrès universel d’espéranto de 1952 est le 37e congrès universel d’espéranto, organisé en août 1951, à Oslo en Norvège.

## Sport
- Les Jeux olympiques d'hiver de 1952, officiellement connus comme les VIes Jeux olympiques d'hiver, ont lieu à Oslo en Norvège, du 14 au 25 février 1952.
- Les championnats du monde de tir 1952, trente-cinquième édition des championnats du monde de tir, ont eu lieu à Oslo, en Norvège, en 1952.
- La Norvège participe aux Jeux olympiques d'été de 1952, à Helsinki. Au total, 102 athlètes norvégiens (96 hommes et 6 femmes) participent à 72 compétitions dans 14 sports. Ils obtiennent cinq médailles : trois d'or et deux d'argent, en Tir et en Voile.

## Culture
- Atterrissage forcé (Nødlanding), film norvégien réalisé par Arne Skouen, sorti en 1952.

## Décès
- Johan Nygaardsvold
- Fartein Valen
- Alfred Andersen-Wingar